# Zimmer ohne Ausgang
Zimmer ohne Ausgang (Originaltitel: Bizalom; Alternativtitel: Vertrauen) ist ein Spielfilm von István Szabó aus dem Jahr 1980.

## Inhalt
Schauplatz des Films ist Budapest im Herbst 1944. Die mit den Nazis kooperierende Partei der Pfeilkreuzler ist an der Macht. Ein Mann und eine Frau, die sich bisher nicht kannten, beide verheiratet, müssen untertauchen, durch Zufall versteckt in einem einzigen Zimmer. Kata, die Frau, stammt aus einer bürgerlichen Familie. Janos, Sohn aus reichem Elternhaus, ist Mitglied der kommunistischen Partei. Janos ist von Anfang an abweisend, zugeknöpft und voller Misstrauen gegenüber der Frau aus der Bourgeoisie. Während man jedes ihrer Gefühle vom Gesicht ablesen kann, sie ihr Herz auf der Zunge trägt und auf Verständnis und Mitgefühl hofft, demütigt er sie, missversteht sie mit Absicht und zwingt sie so, jedes Wort, jede Geste zu kontrollieren, jede Gefühlsregung zu verbergen. Als Kata schließlich an Einsamkeit und Misstrauen zu zerbrechen droht, findet sie einen Zettel auf ihrem Kopfkissen mit Janos’ Eingeständnis, dass auch er einsam ist. Damit kommt es zu einem Wendepunkt in ihrer Beziehung, sie fassen Vertrauen zueinander. Sie macht ihm eine Liebeserklärung, und er beginnt, ihr von seinem Leben zu erzählen und seine Gefühle für Kata zu akzeptieren.

## Produktion  und Veröffentlichung
Zimmer ohne Ausgang ist der Film, in dem Szabó mit einer ganzen Reihe von Akteuren, die in seinen späteren Filmen eine Rolle gespielt haben, zum ersten Mal zusammengearbeitet hat. Lajos Koltai wurde in der Folge zu seinem bevorzugten Kameramann, der bei elf weiteren Filmen Szabós beteiligt war, zum letzten Mal 2020 in Abschlussbericht. Auch die Editorin Zsuzsa Csákány war bei vier weiteren Filmen beteiligt.
Für Péter Andorai, der durch die Präsentation des Films auf der Berlinale international bekannt wurde, war es der erste Film mit Szabó als Regisseur, dem noch acht weitere folgen sollten, und Ildikó Bánsági spielte ebenfalls in drei weiteren seiner Filme.
Die Filmmusik komponierte der kanadisch-ungarische Pianist und Komponist Tibor Polgar (1907–1993).
Premiere des Films war am 10. Januar 1980 in Ungarn. Ebenfalls 1980 wurde er auf der Berlinale und dem CinePécs Moveast International Film Festival in Pécs vorgestellt. Deutsche Premiere unter dem Titel Zimmer ohne Ausgang war am 6. Februar 1981 in Ostberlin (DDR). In der BRD kam der Film nicht in die Kinos.
Im Jahr 2000 erschien eine DVD in ungarischer Sprache mit englischen Untertiteln und einem Interview mit Szabó (20 Min.).

## Auszeichnungen
Auf den Filmfestspielen in Berlin gewann Szabó den Silbernen Bären für die beste Regie.
1981 war der Film für einen Oscar als bester fremdsprachiger Film nominiert.